# 仙佛寺石窟
29°33′22″N 109°27′19″E / 29.55611°N 109.45528°E
仙佛寺石窟位于中国湖北省恩施土家族苗族自治州来凤县城东北约7千米的关口村，在酉水西岸摩崖造像，北临宣恩县界，东与湖南省龙山县隔水相望。仙佛寺石窟是长江中游地区唯一的唐代摩崖造像，是全国重点文物保护单位。
仙佛寺石窟开凿于初唐至盛唐时期，此后历代均有修凿。石窟前原有大佛殿、观音堂等建筑，1960年代被毁。石窟现存北龛、中龛、南龛和南侧龛四个大龛，共有造像十三尊。南侧龛另有十六个小龛，每龛有小佛像一尊。北龛凿于五代，其它各龛均凿于唐代。

## 文物保护情况
1956年11月15日，以“仙佛寺”的名义被湖北省人民委员会列为第一批湖北省文物保护单位；2006年5月25日，以“仙佛寺石窟”的名义被中华人民共和国国务院列为第六批全国重点文物保护单位。
其作为文物的保护范围为：仙佛寺石窟及周围一定范围。四至：东面由酉水河西岸向东延伸25米至河中心，西面由崖壁顶部向外延伸50米至人行道西20米处，南面由崖壁南端向外延伸200米至佛潭大堰涵道出口，北面由盘山石级底部北面向外延伸60米至北边石塔。
其作为文物的建设控制地带为：以保护范围四至为界，东面向外延伸湖北、湖南省交界处，西面向外延伸至209国道东侧20米，南面向外延伸至一大冲沟北侧，北面向外延伸至宣恩县境内一条山沟。